# Капитанская слобода
Капита́нская слобода́ — историческая местность на территории современной Москвы между нынешними улицами Старая и Новая Басманные, за Красными воротами.  Создана Петром I в конце XVII века на севере Басманной слободы, также называлась Новой солдатской и  Новой Басманной слободой.  Здесь селились офицеры «полков иноземного строя», принявшие православие. После перевода столицы в Петербург, военные и тяглые люди покинули слободу. На территории слободы во времена её существования  церковь апостолов Петра и Павла .
По другим сведениям  «Капитанская слобода» стала так называться еще во времена царевны царевны Софьи, когда нескольким  предводителям стрелецких сотен («капитанам») была выделена под загородные дворы земля «за Мясницкими вороты, за Земляным городом, позадь Житного двора на Ольховце». После подавления  стрелецкого бунта 1698 года стрелецкие полки были выведены из Москвы и расформированы. А название «Капитанская» сохранялось еще полвека, пока она не слилась с Басманной слободой.
На смену названия Капитанская слобода пришло Разгуляй.